# Ludvika kommun
Ludvika Kommune ligger i det svenske län Dalarnas län i Dalarna. Kommunens administrationscenter ligger i byen Ludvika. En del af den sydlige ende af kommunen, ved grænsen til Ljusnarsbergs kommun, hører til landskapet Västmanland.

## Byer og landsbyer
Ludvika kommune havde i 2005 tolv byer og landsbyer:
Indbyggertal pr. 31. december 2005.
| #   | By           | Indbyggere |
| --- | ------------ | ---------- |
| 1.  | Ludvika      | 13 626*    |
| 2.  | Grängesberg  | 3 532      |
| 3.  | Sörvik       | 718        |
| 4.  | Fredriksberg | 717        |
| 5.  | Nyhammar     | 686        |
| 6.  | Saxdalen     | 615        |
| 7.  | Sunnansjö    | 557        |
| 8.  | Blötberget   | 448        |
| 9.  | Håksberg     | 439        |
| 10. | Gonäs        | 366        |
| 11. | Grangärde    | 346        |
| 12. | Persbo       | 343        |

- *Den del af byen som ligger i Ludvika kommune, en mindre del ligger i Smedjebacken kommune

## Personer fra Ludvika
- Dan Andersson († 1920), digter, forfatter[1]